# Hanna Klein (kolarka)
Hanna Klein (ur. 16 września 1987) – niemiecka kolarka górska, dwukrotna medalistka mistrzostw świata.

## Kariera
Pierwszy sukces w karierze Hanna Klein osiągnęła w 2005 roku, kiedy zdobyła srebrny medal w kategorii juniorek podczas mistrzostw świata w Livigno. W zawodach tych wyprzedziła ją tylko Czeszka Tereza Huříková, a trzecie miejsce zajęła Tanja Žakelj ze Słowenii. Dwa lata później zajęła dziewiąte miejsce w kategorii U-23 na mistrzostwach świata w Fort William. W 2013 roku wspólnie z Markusem Schulte-Lünzumem, Georgiem Eggerem i Manuelem Fumicem zdobyła brązowy medal w sztafecie cross-country podczas mistrzostw świata w Pietermaritzburgu. Jak dotąd nie brała udziału w igrzyskach olimpijskich. 